# Alberta Highway 63
Alberta Highway 63 è un'autostrada che attraversa da nord a sud la parte settentrionale della provincia dell'Alberta in Canada.

## Percorso
| Thorhild County                          | 0   | Inizia all'intersezione delle Highway 28 e Highway 829 nei pressi di Radway                               | 54.0372°N 113.0257°W  |
| Thorhild County                          | 13  | Intersezione con Highway 18 e Highway 656                                                                 | 54.1518°N 113.0269°W  |
| Thorhild County                          | 34  | Intersezione con Highway 661 a Newbrook                                                                   | 54.3259°N 112.9398°W  |
| Athabasca County                         | 64  | Intersezione con Highway 663 Inizio del tratto con doppia denominazione Highway 63 / Highway 663          | 54.5874°N 112.9453°W  |
| Village of Boyle                         | 73  | Intersezione con Highway 663 Fine del tratto con doppia denominazione Highway 63 / Highway 663            | 54.5879°N 112.8183°W  |
| Village of Boyle                         | 74  | Intersezione con Highway 831                                                                              | 54.5940°N 112.8052°W  |
| Athabasca County                         | 89  | Intersezione con Highway 55 direzione ovest Inizio del tratto con denominazione multipla                  | 54.7329°N 112.8045°W  |
| Athabasca County                         | 103 | Attraversa Grassland                                                                                      | 54.8207°N 112.6758°W  |
| Athabasca County                         | 112 | Intersezione con Highway 55 direzione est nei pressi di Atmore Fine del tratto con denominazione multipla | 54.8181°N 112.5745°W  |
| Athabasca County                         | 156 | Attraversa Wandering River                                                                                | 55.2014°N 112.466°W   |
| Regional Municipality of Wood Buffalo    | 250 | Attraversa Mariana Lake                                                                                   | 55.9534°N 112.0139°W  |
| Regional Municipality of Wood Buffalo    | 336 | Intersezione con Highway 881                                                                              | 56.519°N 111.3166°W   |
| Regional Municipality of Wood Buffalo    | 352 | Intersezione con Highway 69, entra in Fort McMurray                                                       | 56.6589°N 111.3348°W  |
| Regional Municipality of Wood Buffalo    | 362 | Attraversa il fiume Athabasca                                                                             | 56.7315°N 111.3981°W  |
| Regional Municipality of Wood Buffalo    | 365 | Lascia Fort McMurray                                                                                      | 56.7565°N 111.4141°W  |
| Regional Municipality of Wood Buffalo    | 385 | Variazione di pendenza nota come "Supertest"                                                              | 56.9222°N, 111.4651°W |
| Regional Municipality of Wood Buffalo    | 412 | Intersezione con la strada di accesso a Fort MacKay                                                       | 57.1213°N 111.6333°W  |
| Regional Municipality of Wood Buffalo    | 413 | Attraversa il fiume Athabasca                                                                             | 57.134°N 111.611°W    |
| Regional Municipality of Wood Buffalo    | 429 | Termina a nord di Fort MacKay                                                                             | 57.4109°N 111.6266°W  |
| 1 km = 0.621 miglia; 1 miglio = 1.609 km |     | |                       |